# Municipio de Lakeville (Dakota del Norte)
El municipio de Lakeville (en inglés: Lakeville Township) es un municipio ubicado en el condado de Grand Forks en el estado estadounidense de Dakota del Norte. En el año 2010 tenía una población de 69 habitantes y una densidad poblacional de 0,74 personas por km².

## Geografía
El municipio de Lakeville se encuentra ubicado en las coordenadas 48°4′14″N 97°19′50″O / 48.07056, -97.33056. Según la Oficina del Censo de los Estados Unidos, el municipio tiene una superficie total de 93.11 km², de la cual 91,88 km² corresponden a tierra firme y (1,32 %) 1,23 km² es agua.

## Demografía
Según el censo de 2010, había 69 personas residiendo en el municipio de Lakeville. La densidad de población era de 0,74 hab./km². De los 69 habitantes, el municipio de Lakeville estaba compuesto por el 98,55 % blancos y el 1,45 % eran de una mezcla de razas. Del total de la población el 0 % eran hispanos o latinos de cualquier raza.